# Роми в Пловдив
Ромите в Пловдив са етническа група от хора, които живеят капсулирано в обособени етнически квартали. Това са кварталите Столипиново, Шекер махала, Хаджи Хасан махала и Харман махала.

## История
След Освобождението югоизточно от Джамбаз тепе и южно от мегдана „Бей Меджид“ (днес площад „Александър Малинов“), извита като дъга на изток, е била разположена ромската махала в Пловдив. В притиснатите една до друга къщурки, все от кирпич и глина и повечето само с една стая, живеят обикновено многолюдни семейства от по десетина души. Почти всички постройки са боядисани в тъмносиньо. След избухване на епидемия от шарка през 1889 г. пловдивската управа решава да премести ромите в новосъздадено село на 2 км източно от Пловдив. Около 350 души главно от „Бей Меджид“ махала са преместено в новото селище наречено „Новото село“. Впоследствие официалното наименование на предградието е „Столипиново“.
По същото време на юг от железопътния път, малко по на югоизток от гарата възниква друго ромско предградие на Пловдив. След земетресението през 1928 г. се извършва ново планиране на района на юг от жп линията и ромите, живеещи там, са преселени в днешните квартали „Столипиново“ и „Шекер махала“.
През 1980-те ромите са заселвани от властта равномерно в новия жилищен комплекс „Тракия“. След промените през 1989 г. живеещите във вече район „Тракия“ роми започват да продават или заменят свойте жилища и да се заселват в квартал „Столипонов“.

## Брой на ромите в Пловдив
Много е трудно да се определи броят на ромите в България и особено в Пловдив, тъй като естественият прираст сред ромското население е висок. Най-голямата ромска махала в България е пловдивският квартал „Столипиново“. Към 2019 г. там живеят около 40 хил. души в сравнение с официалните данни за 2011 г. когато са били около 30 хил. души. По официални данни в останалите квартали в Пловдив живеят около 10 хил. души, с което броят на хората от ромски произход в града по официални данни е около 50 хил.

## Инфраструктура
Инфраструктурата на ромските квартали е неадекватна и остаряла. Различни проучвания сочат, че по-голямата част от жилищата са незаконно построени. В някои от тях са вградени електрически стълбове, а части на други са върху тротоарите на улиците. Събарянето на незаконните постройки е тромав процес поради обжалвания на заповедите за премахване и дълги съдебни дела. Много от ромите в кв. Столипиново живеят в панелни блокове, построени през 80-те години на XX век.

## Образование
Много от децата в ромските гета не ходят на училище. Някои от младите в квартала не знаят български език, което вероятно затруднява ученето им. В Пловдив неграмотността сред пълнолетните роми е 22%, а функционално неграмотни са 6%. Високата функционална неграмотност е характерна за всички етноси в България. Основните училища в квартал „Столипиново“ нямат физкултурни салони. В квартала липсва закрита зала за организиране на занимания с родители и деца, както и за срещи на общността.

## Здравеопазване
Здравната инфраструктура в Столипиново също е остаряла и капацитетът ѝ не отговаря на нарасналия брой на населението през последните десетилетия. Голяма част от медицинските кабинети в Диагностичен-консултативен център „Изток“ са в лошо състояние и с остаряла медицинска апаратура. Много от ромите в Пловдив не се осигуряват здравно. През лятото на 2006 г. в ромските квартали „Столипиново“ и „Шекер махала“ се разпространява епидемия от хепатит А.
От всички 306 души, заболели в Пловдив, 160 са в „Столипиново“, а други 30-ина са в „Шекер махала“.